# Days of Jupiter
Days of Jupiter — шведская хеви-метал-группа.

## История
Группа была создана в январе 2010 года вокалистом Яном Хилли, гитаристом Йоргеном Хеллстрёмом и барабанщиком Магнусом Ларссоном. В 2012 году коллектив выпустил дебютный альбом «Secrets Brought to Life».
Второй студийный альбом «Only Ashes Remain» вышел 24 апреля 2015 года.
Третий альбом «New Awakening» был выпущен 28 апреля 2017 года. Релиз получил положительные оценки музыкальных критиков.
Четвёртый альбом «Panoptical» вышел 26 октября 2018 года.

## Состав

### Текущий состав
- Ян Хилли — вокал (с 2010)
- Магнус Ларссон — ударные (с 2010)
- Янне Карлссон — бас (с 2010)
- Маркус Линдман — гитара (с 2013)
- Джонни Гренвальд — гитара (с 2017)

### Бывшие участники
- Йорген Хеллстрём — гитара (2010—2017)
- Йоаким Грундстрём — гитара (2010—2013)

## Дискография

### Студийные альбомы
- Secrets Brought to Life (2012)
- Only Ashes Remain (2015)
- New Awakening (2017)
- Panoptical (2018)

### Синглы
- Bleed (2012)
- Last One Alive (2015)
- Awakening (2017)
- Why (2018)